# Aschitus margaritae
Aschitus margaritae är en stekelart som beskrevs av Svetlana N. Myartseva 1979. Aschitus margaritae ingår i släktet Aschitus och familjen sköldlussteklar.
Artens utbredningsområde är Turkmenistan. Inga underarter finns listade.